# Goethe-Institutet i Stockholm
Goethe-Institutet i Stockholm är den svenska filialen av det tyska statliga Goethe-Institut. Det svenska institutet finns på Bryggargatan 12 på Norrmalm i centrala Stockholm. Institutets syfte är att främja det tyska språket i utlandet och utveckla det kulturella utbytet mellan länderna. Bland arbetsuppgifterna för det svenska institutet finns att presentera den tyska kulturen i Sverige, att synliggöra Tyskland och landets ställningstagande och att stödja tyskundervisningen i Sverige.